# 孫琰 (成化進士)
孫琰（1452年—？），字廷尚，山東登州府福山縣人，軍籍，明朝政治人物。

## 生平
山東鄉試第二十三名舉人。成化十七年（1481年）中式辛丑科會試第四十三名，三甲第三名進士。授中书舍人，弘治七年（1494年）奉使册封诸王府，八年五月升尚寶司少卿，九年十月再次任册封王府副使。

## 家族
曾祖孫志孝；祖父孫彥斌，贈知府；父孫遇，左布政使。母房氏（封恭人）。严侍下。兄孫珂（前大理寺丞）；孫珪（給事中）：孙瓒（贡士）。子孫樂、侄子孫檠，弘治十八年同科進士。